# 十月二十六日區
十月二十六日區（西班牙語：Distrito de Veintiséis de Octubre），是秘魯的一個區，位於該國西北部皮烏拉大區的塞丘拉省，始建於2013年1月15日，面積110平方公里，海拔高度30米，2007年人口130,000，人口密度每平方公里1,181.82人。